# Per Petterson
Per Petterson (ur. 18 lipca 1952 w Oslo) – norweski pisarz i eseista.
Debiutował w 1987 zbiorem opowiadań Aske i munnen, sand i skoa. W 1989 opublikował debiutancką powieść, kolejne ukazywały się w odstępie dwóch-trzech lat. Jego najbardziej znanym utworem jest wydana w 2003 powieść Kradnąc konie. Narratorem książki jest siedemdziesięcioletni mężczyzna, który u schyłku życia osiada na wsi. Większa część książki ukazuje jednak wydarzenia rozgrywające się latem 1948, gdy narrator był piętnastoletnim chłopcem i spędzał wakacje z ojcem na pograniczu ze Szwecją. Kradnąc konie zdobyła wiele nagród w kraju (m.in. Kritikerprisen) i za granicą. W 2007 znalazła się na liście 10 najlepszych książek według The New York Times.
W 2009 roku został uhonorowany nagrodą literacką Rady Nordyckiej za powieść Jeg forbanner tidens elv (Przeklinam rzekę czasu), a w 2016 otrzymał Nagrodę Doblouga.

## Twórczość
- Aske i munnen, sand i skoa (1987, opowiadania)
- Ekkoland (1989, powieść)
- Det er greit for meg (1992, powieść)
- Til Sibir (1996, powieść)
- I kjølvannet (2000, powieść)
- Kradnąc konie (Ut og stjæle hester 2003, powieść)
- Månen over Porten (2004, eseje)
- Przeklinam rzekę czasu (Jeg forbanner tidens elv 2008, powieść)